# Münzfund von Karrin

Münzfund Karrin von 1937

Der Münzfund von Karrin ist ein Depotfund von mehr als 4000 mittelalterlichen Münzen aus dem Jahr 1937 in der Provinz Pommern. Er wurde nahe Karrin, einem Ortsteil der Gemeinde Kröslin, der nördlich von Wolgast und östlich der Landesstraße 262 in Richtung Peenestrom im Landkreis Vorpommern-Greifswald liegt, gefunden.

## Geschichte

Münzfund Karrin – Auswahl 1

Münzfund Karrin – Auswahl 2

Bei Karrin in der Nähe von Wolgast wurde 1937 ein Münzschatz mit 4032 pommerschen Münzen gefunden. Das Vergrabungsgefäß wurde ausgepflügt, aber sofort der Prähistoriker Wilhelm Petzsch an der Universität Greifswald benachrichtigt, der den Fund vollständig barg. Es sind Münzen aus der Vergrabungszeit von 1270 bis 1275. Die Münzen befanden sich in einem spätwendischen Keramikgefäß, das noch in einem Leinensack steckte. Auch in der Fundumgebung wurden weitere spätwendische Scherben und Tierknochen in einer Brandschicht festgestellt. Der gesamte Fund besteht aus Brakteaten, (Hohlpfennigen), die aus Wolgast, Stralsund, Loitz, Demmin, Gützkow, Gollnow, Stargard, Rostock und Lübeck stammen. Er enthielt weiter 529 unbestimmbare pommersche Pfennige. 216 der Stücke sind überprägt, d. h. ältere Münzen wurden erneut mit anderem Prägestempel neu geschlagen. Arthur Suhle vom Münzkabinett Berlin hat den gesamten Fund restauriert, gesichtet und bewertet, er wurde dann aber nach Stralsund zurückverlegt, bis auf Belegexemplare.
Leider konnten selbst die Experten auf Grund der Art der Münzen keine abschließende Datierung vornehmen. Auch das Fundgefäß ist nicht unbedingt zur Datierung benutzbar, da slawische Keramik noch lange in frühdeutscher Zeit auf Grund ihrer hohen Qualität benutzt wurde. Die Münzstätte Wolgast ist zwischen 1222 und 1253 urkundlich erwähnt, von ihr stammen ja 62 % des Fundes.
Der Vergrabungstopf befindet sich noch im Stralsunder Museum. Der Münzschatz soll kurz vor Kriegsende von dort zum Münzkabinett nach Berlin verlagert worden sein. Im Bestand des Stralsunder Museums befinden sich die Münzen nicht.
Im Münzkabinett in Berlin ist aber nur der obligatorische Belegsatz aus Karrin vorhanden, aber nicht der gesamte Fund. Das legt die Vermutung nahe, dass der übrige, größere Teil des Münzfundes gegen Ende des Zweiten Weltkriegs verloren ging.

## Inhalt des Fundes
| Stückzahl | Herkunftsbereich | Abbildung Nr. | Bemerkung |
| --------- | ---------------- | ------------- | --------- |
| 2519      | Wolgast          | 10 – 16       | -         |
| 466       | Stralsund        | 1 – 9         | -         |
| 73        | Demmin           | 21            | -         |
| 47        | Gützkow          | 22            | -         |
| 364       | Loitz            | 20            | -         |
| 20        | Gollnow          | 17            | -         |
| 8         | Stargard         | 44 – 46       | -         |
| 316       | unbek. Pommern   | 18 – 19       | -         |
| 214       | unbek. Pommern   | 23 – 43       | -         |
| 5         | Rostock          | 47 – 51       | -         |
| 1         | Lübeck           | 52            | -         |
| 4032      | Gesamt           | -             | -         |